# Acharagma
Acharagma este un gen de două specii de cactuși mici, nativi din Nordul Mexicului
Acești cactuși sunt în ziua de azi solitari, uneori se găsesc grupuri. Sunt globulari cu 3–7 cm diametru. Florile se găsesc deasupra tulpinii și sunt de culoare crem sau galben.
Genul este creat recent, aceste specii erau incluse ca parte a genului Escobaria, au fost recunoscute într-o secțiune separată de Nigel Taylor în 1983 și avansate ca gen de către Charles Glass în 1998.

## Specii
- Acharagma aguirreana
- Acharagma roseana